# Алфонсо Дејвис
Алфонсо Бојл Дејвис (енгл. Alphonso Boyle Davies; Будубурам, 2. новембар 2000) канадски је професионални фудбалер који игра на позицијама левог бека и крила за немачки Бајерн Минхен и репрезентацију Канаде. 
Дејвис је био први играч рођен 2000-их који је наступао у МЛС-у. Прешао је у Бајерн јануара 2019. из америчког Ванкувера потписавши уговор до 2023. године. Био је проглашен најбољим младим играчем у Бундеслиги у сезони 2019/20.
Постао је најмлађи играч који је заиграо за сениорски тим Канаде јуна 2017. Постигавши два гола на КОНКАКАФ златном купу 2017, такође је постао најмлађи стрелац репрезентација Канаде, најмлађи стрелац на КОНКАКАФ златном купу као и први играч рођен у 21. веку који је дао гол на важнијем међународном такмичењу.

## Статистике каријере

### Клуб
Ажурирано 14. августа 2020
| Клуб               | Сезона    | Лига                   | Лига    | Лига   | Куп     | Куп    | Континентално такмичење | Континентално такмичење | Остало  | Остало | Укупно  | Укупно |
| Клуб               | Сезона    | Дивизија               | Наступи | Голови | Наступи | Голови | Наступи                 | Голови                  | Наступи | Голови | Наступи | Голови |
| ------------------ | --------- | ---------------------- | ------- | ------ | ------- | ------ | ----------------------- | ----------------------- | ------- | ------ | ------- | ------ |
| Вајткапси 2        | 2016.     | УСЛ                    | 11      | 2      | —       | —      | —                       | —                       | 0       | 0      | 11      | 2      |
| Ванкувер вајткапси | 2016.     | МЛС                    | 8       | 0      | 4       | 0      | 3                       | 1                       | —       | —      | 15      | 1      |
| Ванкувер вајткапси | 2017.     | МЛС                    | 26      | 0      | 2       | 2      | 4                       | 1                       | 1       | 0      | 33      | 3      |
| Ванкувер вајткапси | 2018.     | МЛС                    | 31      | 8      | 2       | 0      | —                       | —                       | —       | —      | 33      | 8      |
| Ванкувер вајткапси | Укупно    | Укупно                 | 65      | 8      | 8       | 2      | 7                       | 2                       | 1       | 0      | 81      | 12     |
| Бајерн Минхен II   | 2018/19.  | Регионална лига Бајерн | 3       | 0      | —       | —      | —                       | —                       | 2       | 0      | 5       | 0      |
| Бајерн Минхен II   | 2019/20.  | Трећа лига Немачке     | 3       | 0      | —       | —      | —                       | —                       | —       | —      | 3       | 0      |
| Бајерн Минхен II   | Total     | Total                  | 6       | 0      | —       | —      | —                       | —                       | 2       | 0      | 8       | 0      |
| Бајерн Минхен      | 2018/19.  | Бундеслига             | 6       | 1      | 0       | 0      | 0                       | 0                       | —       | —      | 6       | 1      |
| Бајерн Минхен      | 2019/20.  | Бундеслига             | 29      | 3      | 5       | 0      | 6                       | 0                       | 1       | 0      | 41      | 3      |
| Бајерн Минхен      | Укупно    | Укупно                 | 35      | 4      | 5       | 0      | 6                       | 0                       | 1       | 0      | 47      | 4      |
| Свеукупно          | Свеукупно | Свеукупно              | 117     | 14     | 13      | 2      | 13                      | 2                       | 4       | 0      | 147     | 18     |

Напомене:
1. ↑  Укључује Првенство Канаде и Куп Немачке.
2. 1 2  Наступи у КОНКАКАФ Лиги шампиона
3. ↑  Наступ у плеј-офу за останак у МЛС-у.
4. ↑  Наступи у плеј-офу за промоцију у Трећу лигу Немачке.
5. ↑  Наступи у Лиги шампиона.
6. ↑  Наступ у Суперкупу Немачке.

### Репрезентација
Ажурирано 15. новембра 2019. 
| Канада | Канада  | Канада |
| Година | Наступи | Голови |
| ------ | ------- | ------ |
| 2017.  | 6       | 3      |
| 2018.  | 3       | 0      |
| 2019.  | 8       | 2      |
| Укупно | 17      | 5      |

### Голови за репрезентацију
Ажурирано 15. октобра 2019. 
| Бр. | Датум               | Стадион                                                    | Противник         | Гол   | Резултат | Такмичење                     |
| --- | ------------------- | ---------------------------------------------------------- | ----------------- | ----- | -------- | ----------------------------- |
| 1   | 7. јул 2017.        | Ред бул арена, Харисон, САД                                | Француска Гвајана | 3 : 0 | 4 : 2    | КОНКАКАФ златни куп 2017.     |
| 2   | 7. јул 2017.        | Ред бул арена, Харисон, САД                                | Француска Гвајана | 4 : 2 | 4 : 2    | КОНКАКАФ златни куп 2017.     |
| 3   | 11. јул 2017.       | BBVA стадион, Хјустон, САД                                 | Костарика         | 1 : 0 | 1 : 1    | КОНКАКАФ златни куп 2017.     |
| 4   | 10. септембар 2019. | Спортски комплекс Труман Боден, Џорџтаун, Кајманска острва | Куба              | 1 : 0 | 1 : 0    | КОНКАКАФ Лига нација 2019/20. |
| 5   | 15. октобар 2019.   | БMO филд, Торонто, Канада                                  | Сједињене Државе  | 1 : 0 | 2 : 0    | КОНКАКАФ Лига нација 2019/20. |

## Успеси

### Клуб
Бајерн Минхен
- Бундеслига  (6): 2018/19, 2019/20, 2020/21, 2021/22, 2022/23, 2024/25.
- Куп Немачке (2): 2018/19, 2019/20.
- Суперкуп Немачке (3) : 2020, 2021, 2022.
- Лига шампиона (1): 2019/20.
- УЕФА суперкуп (1) : 2020.
- Светско клупско првенство (1) : 2020.

### Индивидуални
- Најбољи канадски играч до 17 година: 2016, 2017.
- Награда КОНКАКАФ златног купа за будућу звезду: 2017.[7]
- Златна копачка у КОНКАКАФ златном купу: 2017.[8]
- Најбољих једанаест у КОНКАКАФ златном купу: 2017.[8]
- МЛС ол-стар тим: 2018.
- Најбољи играч године у Ванкувер вајткапсима: 2018.
- Гол године у Ванкувер вајткапсима: 2018.
- Канадски играч године: 2018.[9]
- Млади играч месеца у Бундеслиги: мај 2020.[10]
- Млади играч године у Бундеслиги: 2019/20.